# Herthanakudige, Koppa
Herthanakudige là một làng thuộc tehsil Koppa, huyện Chikmagalur, bang Karnataka, Ấn Độ.